# 502
Évszázadok: 5. század – 6. század – 7. század
Évtizedek: 450-es évek – 460-as évek – 470-es évek – 480-as évek – 490-es évek – 500-as évek – 510-es évek – 520-as évek – 530-as évek – 540-es évek – 550-es évek
Évek: 497 – 498 – 499 – 500 –  501 – 502 – 503 – 504 – 505 – 506 – 507

## Események

### Európa
- Gundobad burgund király kiadja a Lex Burgundionum törvénykönyvet, amelyben kimondja hogy római és burgund alattvalóira ugyanazon törvények érvényesek.
- A nomád bolgárok feldúlják Trákiát, a bizánciak képtelenek megfelelő véderőt szembeállítani velük.
- Theoderic itáliai király utasítására Péter altinumi püspök celebrálja Rómában a húsvéti misét és intézi a pápai ügyeket, míg Symmachus pápa bűnösségét el nem döntik. Ehhez zsinatot hívnak össze, ahol Symmachus tiltakozik az ellen hogy gyakorlatilag üresnek tekintik a pápai trónt, holott még nem bizonyították az ellene felhozott vádakat. Péter azonban nem tud lemondani Theoderic engedélye nélkül, ami nem érkezik meg, ezért a zsinat dolgavégezetlenül feloszlik. Közben véres összecsapásokra kerül Rómában a két pápa hívei között. Ősszel újabb hiábavaló próbálkozás történik a patthelyzet feloldására, majd Theoderic sürgetésére a püspökök a palmai zsinaton úgy döntenek, hogy mivel a pápa Szt. Péter örököse, ők nem, csak Isten ítélhet fölötte. Bár ezt a megoldást 76 püspök elfogadja, Laurentius ellenpápa visszatér Rómába és ott hívei támogatásával egyházfőként tevékenykedik még négy éven át.
- I. Chlodwig frank király megalapítja Párizsban a Szt. Genovéva-kolostort

### Perzsia
- I. Kavád szászánida király a polgárháború miatt kiürült kincstára miatt védekezési hozzájárulást kér I. Anasztasziosz bizánci császártól. Bár a bizánciak korábban önként segítettek abban, hogy a Szászánidák le tudják zárni a Kaukázust az északi nomádok elől, a császár most megtagadja a fizetséget. Kavád úgy dönt, hogy erővel veszi el a pénzt és bevonul Örményországba. Jelentős ellenállás nélkül elfoglalja Theodosziopoliszt és Martüropoliszt, de Amida védői makacsul, három hónapon át ellenállnak.
- I. Vahtang ibériai király megtagadja a részvételt a Bizánc elleni háborúban, ezért Kavád büntetőexpedíciót indít ellene. Vahtang elesik a csatában, ahol egy áruló rabszolga vértje résén át nyilat lő belé (egyes történészek szerint erre 522-ben került sor).

### Kína
- Hsziao Jen hadvezér lemondatja a Déli Csi-dinasztia 13 éves császárát, Hót és elfoglalva a trónt megalapítja a Liang-dinasztiát. Hónak előbb hercegi címet és palotát adományoz, de egy nappal később meggondolja magát és megöleti őt.

## Születések
- Amalarik, vizigót király

## Halálozások
- Szent Genovéva, Párizs védőszentje
- Csi Ho-ti, a Déli Csi császára
- I. Vahtang, ibériai király

## Fordítás
- Ez a szócikk részben vagy egészben  a(z)   502 című angol Wikipédia-szócikk ezen változatának fordításán alapul.  Az eredeti cikk szerkesztőit annak laptörténete sorolja fel. Ez a jelzés csupán a megfogalmazás eredetét és a szerzői jogokat jelzi, nem szolgál a cikkben szereplő információk forrásmegjelöléseként.